# Jibbs feat. Jibbs
Singles
1. King Kong
Sortie : 2006
2. Chain Hang Low
Sortie : 2006

Jibbs feat. Jibbs est le premier album studio de Jibbs, sorti le 24 octobre 2006.
L'opus contient des featurings de Chamillionaire, Fabo, D4L, J Valentine, Melody Thornton et The Pussycat Dolls.
L'album s'est classé 8e au Top R&B/Hip-Hop Albums et 11e au Billboard 200.

## Liste des titres
| No  | Titre                                  | Contient un (des) sample(s) de        | Durée |
| --- | -------------------------------------- | ------------------------------------- | ----- |
| 1.  | Yea Boii                               |                                       | 3:59  |
| 2.  | Chain Hang Low                         | Do Your Ears Hang Low? (traditionnel) | 3:31  |
| 3.  | Smile (featuring Fabo)                 |                                       | 3:27  |
| 4.  | Big Big Kid                            |                                       | 3:27  |
| 5.  | Let's Be Real (featuring J. Valentine) |                                       | 3:52  |
| 6.  | King Kong (featuring Chamillionaire)   |                                       | 4:35  |
| 7.  | Hood                                   |                                       | 2:57  |
| 8.  | Go Gurl                                |                                       | 2:42  |
| 9.  | Go Too Far (featuring Melody Thornton) |                                       | 3:55  |
| 10. | I'm a Rhino                            |                                       | 4:33  |
| 11. | Bring It Back                          |                                       | 3:22  |
| 12. | Firr Az That Thang                     |                                       | 3:24  |

| 13. | Stuntin'                 | 4:05 |
| 14. | Bang (Turn the Music Up) | 3:55 |